# Padmaszambhava

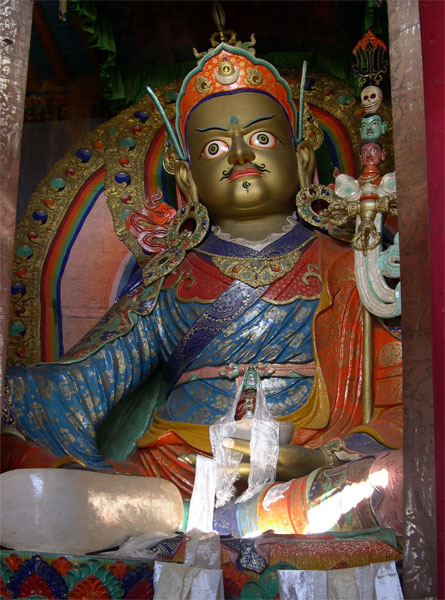
Padmaszambhava szobor az indiai Hemisz kolostorban, Ladakban.

Padmaszambhava (dévanágari:पद्मसम्भव, tibeti: པདྨ་འབྱུང་གནས (Pemadzsungne - 'a lótuszból született', i.t.:padma ’bjud gnasz), mongolul: ловон Бадмажунай, egyszerűsített kínai írással: 蓮華生) egy 8. századi bölcs guru volt Uddijána városából (mai Pakisztán területén), aki elvitte a vadzsrajána (a buddhizmus egyik iskolája) tanításokat Bhutánba, Tibetbe és a környező országokba. Ezeken a területeken Guru Rinpócseként („Drága Guru”), Lopon Rinpócseként, vagy Tibetben egyszerűen Padumként emlegetik. A tibeti nyingma iskola követői a történelmi Buddhát követő, másodikként megtestesült Buddhaként tekintenek rá. A Sákjamuni Buddha megjelenése előtt a Dígha-nikája (DN 14 és 32) hat korábbi buddhát említ, ezeket minden buddhista irányzat elfogadja, őket követi Guru Rinpócse személye.

## Élete
A hagyományok szerint Padmaszambhava nyolcéves gyermek formájában született meg, egy lótuszvirág szirmai között ringatózva, a Dhanakosa tavon, az Uddijána királyság területén, ami ma Pakisztán területére esik. Különleges természetét Indrabódhi király ismerte fel, aki ezután saját fiává fogadta és hozzá adta egyik lányát is, Mandaravát. Legenda szól a későbbi mester gaztetteiről, száműzetéséről, majd felemelkedéséről, ahogy egyre több csoda is említésre kerül körülötte. Padmaszambhava hírneve eljutott az első tibeti császárhoz, Triszong Decenhez (742–797), akinek a királyságát gonosz hegyi istenségek árnyékolták be. A király ezért meghívta a lótuszban születettet Tibetbe, hogy tantrikus erejénél fogva szabadítsa meg országát az ártó istenektől. Miután meseszerű történések mellett sikeresen megtisztította az országot, megalapította az ország első kolostorát, a Szamje Gompát (Lhásza közelében), ahol papokat nevelt és az embereket megismertette a tantrikus buddhizmus gyakorlatával.
Padmaszambhava mellett öt kísérő női alak is feltűnik, ők az 'öt bölcs dákini' vagy 'öt kísérő'. Padmaszambhava életrajzában úgy jellemzik az öt nőt, hogy ők értek el a guru szívéig. Tantrikus rítusok segítségével űzték el a korábbi démonokat, majd átalakították őket védelmező istenekké.
Padmaszambhava különböző himalájai régió tavaikba, barlangjaiba, mezőire és erdőibe vallási kincseket rejtett (ún. terma tanításokat), hogy későbbi spirituális szakértők értelmezhessék. A tibeti hagyomány szerint, a Bardo tödol (hétköznapibb néven a Tibeti halottaskönyv) is ezen kincsek közé tartozott. A könyvre Karma Lingpa lelt rá.
A Padmaszambhavának tulajdonítható tantrikus gondolkodást nem csupán a nyingma iskola sajátította el, hanem a 14. században ebből nőtt ki az új bön iskola is. Az új fordításhoz tartozó iskolák (a karmapák és a szakja vonal) is gyakorolták ezt az utat. A Potala palota mögött, a Dalai Lámák rejtett tavi templomát (Lukhang) a dzogcsen tanításoknak szentelték, amelyen freskók ábrázolják Padmaszambhava nyolc manifesztációját. Padmaszambhava alapította a vadzsrajána buddhizmust, és ő rendszerezte a tibeti dzogcsen legmagasabb tanításait.

## Nyolc megtestesülése
Padmaszambhaváról úgy tartják, hogy nyolc megtestesülése volt, amelyek a létének különböző aspektusait jelenítik meg - haragos, békés stb. Rigpa Sedra szerint a nyolc fő alakot életének különböző időszakaiban vette fel.
- Guru Orgyen Dorzse Csang (wylie: gu ru U-rgyan rDo-rje ‘chang, szanszkrit: Guru Uddiyana Vajradhara)
- Guru Sákja Szendzs (wylie: shAkya seng-ge, szanszkrit: Guru Śākyasimha)
- Guru Pema Gyalpo (wylie: gu ru pad ma rgyal-po, szanszkrit: Guru Padmarāja)
- Guru Pema Dzsungne (Wylie: pad ma ‘byung-gnas, szanszkrit: Guru Padmakara)
- Guru Loden Csoksze (Wylie: gu ru blo ldan mchog sred; szanszkrit: Guru Mativat Vararuci)
- Guru Nyima Ozer (Wylie: gu ru nyi-ma ‘od-zer, szanszkrit: Guru Suryabhasa vagy Sūryaraśmi)
- Guru Dorzse Drolo, (Wylie: gu ru rDo-rje gro-lod, szanszkrit: Guru Vajra ?)
- Guru Szendzs Dradog (Wylie: gu ru seng-ge sgra-sgrogs, szanszkrit: Guru Simhanāda)

## Magyarul
- A Nirvána megvalósítása. Padmaszambhava guru tibeti könyve a nagy felszabadulásról; ford., kieg. Hetényi Ernő; Trivium, Budapest, 1995.
- Tibeti halottaskönyv - a bardo tanítás nagykönyve; ford: Agócs Tamás; Szenzár kiadó, Budapest, 2022.; ISBN 9789634799818